# Martha Lux-Steiner
Martha Christina Lux-Steiner, geborene Steiner (* 18. Dezember 1950 in Bern), ist eine Schweizer Physikerin. Sie war von 1995 bis 2016 erste Lehrstuhlinhaberin am Fachbereich Physik der Freien Universität Berlin. Martha Lux-Steiner ist Trägerin des Bundesverdienstkreuzes 1. Klasse.

## Leben und Wirken

### Frühe Jahre
Martha Steiner wuchs ab 1952 in der Ostschweiz auf. Sie besuchte an der Kantonsschule St. Gallen das Gymnasium. Von 1970 bis 1975 studierte sie Physik und Mathematik an der Eidgenössischen Technischen Hochschule Zürich (ETH Zürich) und schloss dort ihr Grundstudium am Institut für Biomedizinische Technik mit dem Diplom zum Thema Computertomographie ab. Anschließend wechselte sie an das Institut für Toxikologie der ETH Zürich, wo sie von 1977 bis 1980 an ihrer Doktorarbeit zum Thema ICP-OES mit dem Titel „Entwicklung und Anwendung des induktiv gekoppelten Hochfrequenzplasmas als emissionsspektroskopische Messmethode für die Spurenelementanalytik in organischem Material“ arbeitete. Die Experimente dazu hat Steiner alle am damaligen Philips Natuurkundig Laboratorium (NatLab) in Eindhoven / Niederlande durchgeführt. Für diese Arbeit erhielt sie von der ETH Zürich 1981 den Doktorgrad verliehen.
Neben ihrer wissenschaftlichen Arbeit engagierte sie sich von 1987 bis 1995 als staatlich geprüfte Skilehrerin in der Skischule St. Gallen und später im Schwäbischen Skiverband.

### Wissenschaftliche Karriere
Bereits 1980 nahm sie eine Stelle als Wissenschaftlerin an der Fakultät für Physik der Universität Konstanz an. Ihre F&E-Themen konzentrierten sich auf die Einkristallzucht neuer Halbleitermaterialien und Hochtemperatur-Supraleiter sowie die Epitaxie von Metall/Metall- und Metall/Isolator-Multischichten und deren Einsatzmöglichkeiten in der Optoelektronik mit Schwerpunkt Photovoltaik und in der Solarthermie, insbesondere in Hochtemperatur-Solarkollektoren und in thermoelektrischen Generatoren. 1990 bis 1991 unterbrach Lux-Steiner ihre Aktivitäten, um ein Gaststipendium für einen Forschungsaufenthalt an der Princeton University, Dept. of Electrical Engineering (USA), anzunehmen. Nach der Rückkehr und der Habilitation an der Universität Konstanz mit „venia legendi in Experimentalphysik“ wurde sie zur außerordentlichen Professorin auf Zeit an der Fakultät für Physik ernannt.
1995 erhielt Martha Lux-Steiner einen Ruf als ordentliche Professorin an die Freie Universität Berlin in Verbindung mit einer Stelle als Leiterin der Abteilung Heterogene Materialsysteme im Bereich Festkörperphysik am damaligen Hahn-Meitner-Institut (HMI), Berlin. Mit dem Lehrstuhl war sie die erste Professorin am Fachbereich Physik der FU Berlin. Nach der Fusion von HMI und BESSY und der damit eingehenden Umorganisation innerhalb des daraus entstandenen Helmholtz-Zentrum Berlin für Materialien und Energie (HZB) führte sie ihre Aktivitäten nunmehr als Direktorin des Instituts Heterogene Materialsysteme im Bereich Solarenergie des HZB bis zu ihrer Pensionierung im Jahre 2016 fort.

## Auszeichnungen
Im Jahr 1999 erhielt Martha Lux-Steiner das Bundesverdienstkreuz 1. Klasse vom damaligen Bundespräsidenten Johannes Rau im Schloss Bellevue in Berlin „für ihre wissenschaftlichen Leistungen auf dem Gebiet der solaren Energiegewinnung und ihres besonderen Einsatz für die regionale Zusammenarbeit zwischen Industrie und Forschung“ überreicht.

## Weitere Preise und Ehrungen
- 1990 Gaststipendium für einen einjährigen Forschungsaufenthalt an der Princeton University, Department of Electrical Engineering.
- 2004 Hahn-Meitner-Technologie-Transfer-Preis[6]
- 2015 Deutscher Solarpreis 2015 in Form des „Sonderpreises für persönliches Engagement“ für ihr Lebenswerk als engagierte Wissenschaftlerin in der Energieforschung und Lehre[7]
- 2016 Nominierung für den Lehrpreis der FU Berlin[8] 2015

## Mitgliedschaften, Gutachtertätigkeiten und Ehrenämter (Auswahl)

### Laufende
- seit 2017	Gründungsmitglied des Vereins ILTIS-Remote Laboratories.
- seit 2013	Mitglied des Gutachtergremiums des Forschungs- und Technologieprogramms e!MISSION.at – Energy Mission Austria[9] zur Bereitstellung sicherer, nachhaltiger und leistbarer Energie der Österreichischen Forschungsförderungsgesellschaft (FFG)
- seit 2012	Mitglied der Leitungsgruppe des NFP 70 “Energiewende” des Schweizerischen Nationalfonds zur Förderung der Wissenschaftlichen Forschung (SNF)
- seit 2009	Gründerin und Akademische Direktorin der Internationalen Sommeruniversität für Erneuerbare Energien (ISUenergy) in Falera, Schweiz[10]
- seit 2008	Jurymitglied und Vorsitzende des EXIST-Forschungstransfers des Bundesministerium für Wirtschaft und Energie BMWi[11]

| bis 2016 |
| - 2011 – 2011 Mitglied der Expertengruppe zur Evaluation des Wissenschaftspreises der TU Wien / Österreich - 2010 – 2016 Mitglied des Gutachtergremiums der Carl-Zeiss-Stiftung in den Programmen zur Förderung des wissenschaftlichen Nachwuchses und zur Stärkung der Forschungsinfrastruktur - 2010 – 2010 Mitglied der internationalen Expertengruppe des Research Councils UK (RCUK) zur Überprüfung des Energieforschungsprogramms 2010 - 2009 – 2015 Mitglied der Lenkungsgruppe der European Energy Research Alliance (EERA) - 2009 – 2013 Mitglied des Lenkungsausschusses der Europäischen Photovoltaik Technologie Plattform - 2009 – 2011 Jurymitglied des Innovationspreises Berlin/Brandenburg - 2008 – 2009 Mitglied der Task Force Chancengleichheit in der Helmholtz-Gemeinschaft Deutscher Forschungszentren (HGF) - 2008 – 2008 Dozentin an der Sommerakademie der Studienstiftung des Deutschen Volkes in St. Johann/Italy - 2005 – 2016 Mentorin innerhalb des Helmholtz Mentoring-Programms für weibliche Nachwuchskräfte - 2005 – 2008 Mitglied des wissenschaftlichen Beirats des Forschungszentrum Rossendorf/Dresden e.V. (FZR/FZD) - 2003 – 2011 Mitglied und Vorsitzende des Wissenschaftlichen Beirats des Leibniz-Institut für Kristallzüchtung (IKZ) - 2001 – 2012 Mitglied der Eidgenössischen Energieforschungskommission (CORE) des Bundesamts für Energie (BFE) - 1996 – 2016 Mitglied (von 2002 bis 2005 Vorsitzende) des Direktoriums des Forschungsverbund Erneuerbare Energien (FVEE) |
| bis 2007 |
| - 2004 – 2007 Jurymitglied des Erwin-Schrödinger-Preises, Wissenschaftspreis des Stifterverbandes, vergeben durch die HGF - 2003 – 2007 Mitglied des Wissenschaftlichen Beirats der Sulfurcell Solartechnik GmbH - 2003 – 2007 Mitglied und stellvertretende Vorsitzende des Hochschulrats der Universität Oldenburg - 2003 – 2004 Mitglied der Task Force „Frauen in Forschungszentren – akfifz“ (HGF) - 2001 – 2007 Mitglied der EUREC Agency - 2001 – 2006 Mitglied des Aufsichtsrats des Forschungszentrum Jülich (FZJ) sowie des Wissenschaftlichen Beirats für die Energieforschung des FZJ innerhalb des HGF-Energieprogramms - 1997 – 2007 Jurymitglied des Innovationspreises Berlin/Brandenburg |

## Bibliographie
- Martha Lux-Steiner, Heinrich H. Hohl: Aufgabensammlung zur Festkörperphysik. Springer-Verlag, Berlin (u. a.) 1994, ISBN 3-540-56813-1.